# 碘化铟
碘化铟是一种无机化合物，化学式为InI3，它是浅黄色晶体，熔化后变为暗棕色。它可由铟和碘加热反应制得：
2 In + 3 I2 → 2 InI3
碘化铟在固态以二聚体In2I6的形式存在，它属于单斜晶系P21/c空间群。其晶体常以孪晶的形式存在。
它可以和二甲基亚砜形成加合物，这种物质具有[InI2(Me2SO)4][InI4]的结构。它和氨基钾反应，生成白色的氨基铟(III)。